# Christophe Hansen
Christophe Hansen (ur. 21 lutego 1982 w Wiltz) – luksemburski polityk, poseł do Parlamentu Europejskiego VIII, IX i X kadencji, deputowany krajowy, od 2024 członek Komisji Europejskiej.

## Życiorys
Absolwent ochrony środowiska i zarządzania ryzykiem na Université de Strasbourg I (2007). Pracował jako doradca polityczny europosłanki Astrid Lulling. W 2014 został zatrudniony w stałym przedstawicielstwie Luksemburga przy Unii Europejskiej w randze attaché do spraw środowiska. Później podjął pracę w luksemburskiej izbie handlowej.
Działacz Chrześcijańsko-Społecznej Partii Ludowej. W 2011 został radnym miejscowości Winseler. W wyborach w 2014 bez powodzenia kandydował do Europarlamentu. Mandat europosła VIII kadencji objął we wrześniu 2018 w miejsce Viviane Reding. Dołączył do frakcji Europejskiej Partii Ludowej. W 2019 został wybrany na kolejną kadencję PE.
W wyborach w 2023 z ramienia swojego ugrupowania uzyskał natomiast mandat posła do Izby Deputowanych. W 2024 ponownie wybrano go w skład Europarlamentu. W tym samym roku dołączył do nowej Komisji Europejskiej kierowanej przez Ursulę von der Leyen (z kadencją od 1 grudnia 2024) jako komisarz ds. rolnictwa i żywności.